# Tatami
Tatami (jap.; množina: tatamiji), strunjača, podloga za istočnjačke borilačke sportove  (džudo, karate, itd.); originalna od rižine slame, danas od gume, sintetike i sl.
Tatami je vrsta prostirke koja se koristi kao podni materijal u sobama tradicionalnog japanskog stila. Izrađuju se u standardnim veličinama, dvostruko duže od širine, oko 0,9 metara s 1,8 metara, ovisno o regiji. U borilačkim vještinama, tatami je pod koji se koristi za trening u dojou i za natjecanje.